# Табышалиев, Салмоорбек
Салмоорбек Табышалиев — советский учёный, государственный и политический деятель, доктор исторических наук (1970), академик АН Киргизской ССР (1989).

## Биография
Родился в 1928 году в селе Кызыл-Туу. Член КПСС.
После окончания Киргизского государственного педагогического института в 1950 году работал там преподавателем.
- В 1952—1953 гг. — заведующий отделом Института истории партии при ЦК КП Киргизии.[1]
- В 1953—1954 гг. — секретарь ЦК ЛКСМ Киргизии.[1]
- В 1954—1956 гг. — директор Института истории АН Киргизской ССР.[1]
- В 1956—1960 гг. — заведующий отделом ЦК КП Киргизии, 1-й секретарь Первомайского райкома КП Киргизии города Фрунзе, директор Института истории партии при ЦК Киргизии.[1]
- В 1960—1976 гг. — ректор Киргизского государственного университета.[1]
- В 1975—1980 гг. — председатель Верховного Совета Киргизской ССР.[1]
- В 1976—1983 гг. — вице-президент АН Киргизской ССР[2].
- В 1983—1992 гг. — заведующий отделом, директор Института истории АН Киргизской ССР/Национальной академии наук Кыргызской Республики[2]

C 1992 гг. — советник директора Института истории.
Избирался депутатом Верховного Совета Киргизской ССР 6-9-го созывов.
Умер в Бишкеке в 1993 году.